# Aeródromo Don Dobri
El Aeródromo Don Dobri (OACI: SCDD) es un terminal aéreo ubicado en la localidad de  Ensenada, Puerto Varas, Provincia de Llanquihue, Región de Los Lagos, Chile. Es de propiedad privada.